# Nélson Oliveira (Radsportler)
Nélson Filipe Oliveira Santos Simoes (* 6. März 1989 in Vilarinho do Bairro) ist ein portugiesischer Straßenradrennfahrer.

## Karriere
Nachdem Oliveira bei der Straßenweltmeisterschaften 2009 in Mendrisio die Silbermedaille im Einzelzeitfahren der U23-Klasse gewonnen hatte, schloss er sich 2010 dem Professional Continental Team Xacobeo Galicia an. Er wiederholte 2010 seine Siege bei den portugiesischen U23-Zeitfahrmeisterschaften der beiden Vorjahre.
Seinen ersten Vertrag bei einem UCI WorldTeam erhielt er 2011 beim Team RadioShack. Er nahm in diesem Jahr erstmals an einer Grand Tour, der Vuelta a España 2011 teil und beendete die Rundfahrt als 117. Er wurde 2011 portugiesischer Zeitfahrmeister der Elite und wiederholte diesen Erfolg 2014 und 2015. 2014 wurde er darüber hinaus auch portugiesischer Straßenmeister. An den Olympischen Sommerspielen 2012 wurde er im Straßenrennen 69. und im Zeitfahren 18.
Seinen bis dahin größten internationalen Erfolg feierte bei der Vuelta a España 2015, als er sich auf der 13. Etappe 30 km vor dem Ziel aus einer 24-köpfigen Spitzengruppe absetzen konnte und im Zeitfahrstil mit über einer Minute Vorsprung gewann.

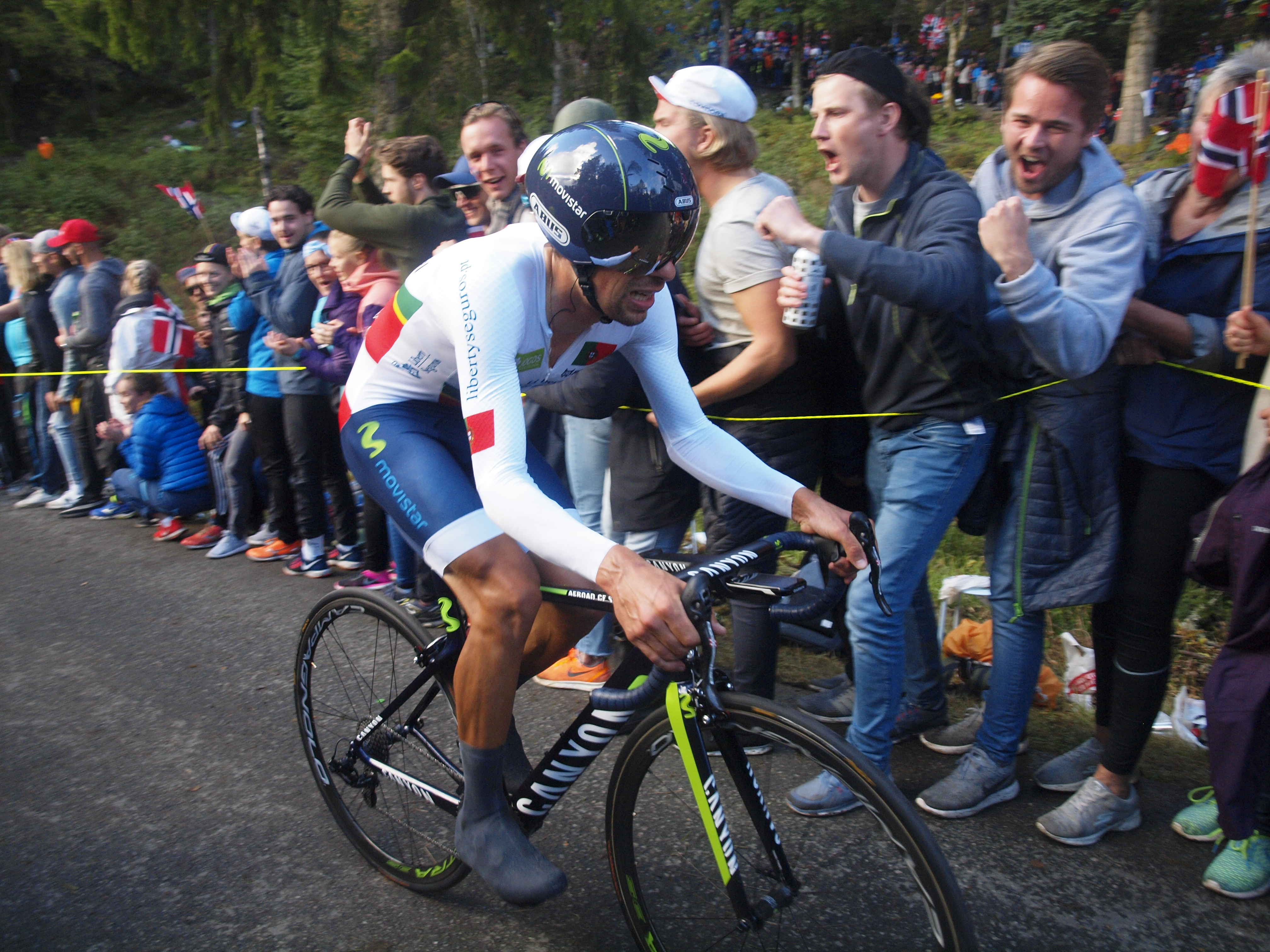
Oliveira im Zeitfahren bei den UCI-Straßen-Weltmeisterschaften 2017 in Bergen

2016 wurde Oliveira zum vierten Mal portugiesischer Zeitfahrmeister. Bei den Olympischen Spielen in Rio de Janeiro wurde er im Zeitfahrwettbewerb Siebter. 2017 verpasste er bei den Weltmeisterschaften im Einzelzeitfahren um acht Sekunden Bronze und wurde Vierter. 2018 wurde der Portugiese bei den Weltmeisterschaften in Innsbruck Fünfter im Zeitfahren. 2019 gewann er die Silbermedaille bei den Europaspielen.
Von 2020 bis 2024 fuhr Oliveira weiterhin für Movistar, ohne einen Sieg zu erzielen. Seine besten Platzierungen hatte er in Zeitfahr-Etappen, bei denen er häufig unter den besten Zehn war. Bei den Weltmeisterschaften im Einzelzeitfahren kam er im Laufe seiner Karriere nicht weniger als sechsmal unter die besten Zehn, schaffte es jedoch nie auf das Podium. Im olympischen Einzelzeitfahren 2024 kam er auf den siebten Platz, das Straßenrennen beendete er auf dem 33. Rang.

## Erfolge
2006
- Portugiesischer Meister – Einzelzeitfahren (Junioren)

2008
- Portugiesischer Meister – Einzelzeitfahren (U23)

2009
- Portugiesischer Meister – Einzelzeitfahren (U23)
- Weltmeisterschaft – Einzelzeitfahren (U23)

2010
- Portugiesischer Meister – Einzelzeitfahren (U23)

2011
- Portugiesischer Meister – Einzelzeitfahren

2014
- Portugiesischer Meister – Einzelzeitfahren
- Portugiesischer Meister – Straßenrennen

2015
- Portugiesischer Meister – Einzelzeitfahren
- eine Etappe Vuelta a España

2016
- Portugiesischer Meister – Einzelzeitfahren
- Portugiesische Meisterschaft – Straßenrennen

2017
- Hammer Climb Hammer Sportzone Limburg

2019
- Europaspiele – Einzelzeitfahren

## Grand-Tour-Platzierungen
| Grand Tour            | 2011 | 2012 | 2013 | 2014 | 2015 | 2016 | 2017 | 2018 | 2019 | 2020 | 2021 | 2022 | 2023 | 2024 | 2025 |
| --------------------- | ---- | ---- | ---- | ---- | ---- | ---- | ---- | ---- | ---- | ---- | ---- | ---- | ---- | ---- | ---- |
| Giro d’ItaliaGiro     | –    | 64   | 80   | –    | –    | –    | –    | –    | –    | –    | 27   | –    | –    | –    | –    |
| Tour de FranceTour    | –    | –    | –    | 87   | 47   | 80   | –    | –    | 79   | 55   | –    | 51   | 53   | 51   | 74   |
| Vuelta a EspañaVuelta | 117  | –    | –    | –    | 21   | –    | 47   | 71   | 46   | 39   | 72   | 37   | 53   | 73   |      |